# タウフィーク・パシャ

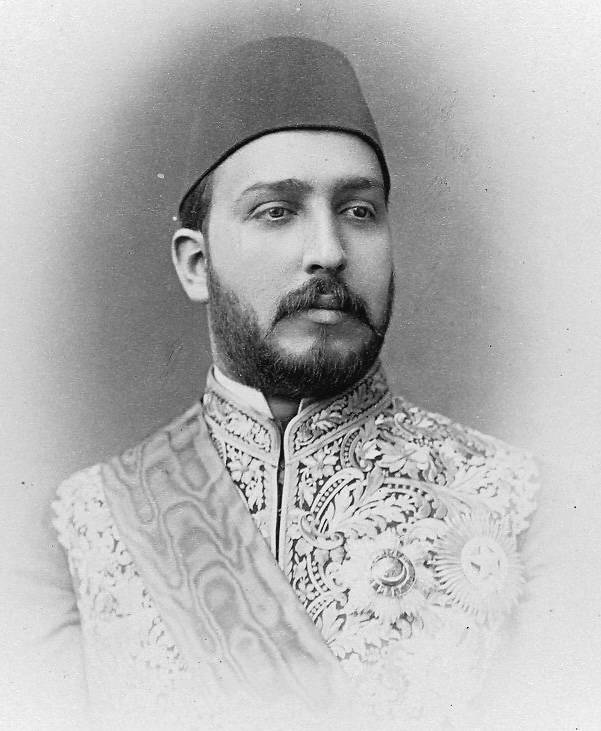
タウフィーク・パシャ

タウフィーク・パシャ（Tewfik Pasha、1852年11月15日 - 1892年1月7日）は、エジプト、ムハンマド・アリー朝の第6代君主（在位：1879年 - 1892年）。オスマン帝国のエジプト副王（ヘディーヴ、在位：1879年 - 1892年）。前任者イスマーイール・パシャの長男。

## 生涯
1879年、父がイギリスから圧力をかけられて追放された後に即位した。在位期間中エジプトの国内状況は悪化の一途をたどり1879年から1882年までウラービー革命が勃発した。イギリスの武力によって乗り切るが、以降エジプトは保護国になってしまった。